# Нагаэ Ческина, Йоко
Нагаэ Ческина, Йоко (5 апреля 1932, Кумамото, Япония – 10 января 2015, Рим, Италия) – японская и итальянская благотворительница, арфистка. Получила титул графини в Италии после брака с графом Ренцо Ческина. После его смерти стала обладательницей состояния в 190 миллионов долларов. Оказывала поддержку Нью-Йоркскому филармоническому оркестру, Израильскому филармоническому оркестру и Мариинскому театру, среди прочих. Была ключевым спонсором дебютных гастролей Нью-Йоркского филармонического оркестра в Северной Корее. 
В России её поддержка была направлена на проекты дирижёра Валерия Гергиева и Мариинского театра: средства, пожертвованные графиней Нагаэ Ческина, помогли строительству концертного зала Мариинского театра в Санкт-Петербурге, Московскому Пасхальному фестивалю и лейблу Мариинского театра. Была членом попечительского совета Мариинского театра.
Согласно завещанию, большая часть имущества графини, включая старинные Палаццо Барбариго, Палаццо да Мула Морозини и Кафе Квадри в Венеции, на Площади Святого Марка, отошли Валерию Гергиеву.

## Награды
- Орден Дружбы (7 мая 2013 года, Россия) — за большой вклад в популяризацию русской культуры за рубежом и благотворительную деятельность[5].